# Rudolf Jagusch

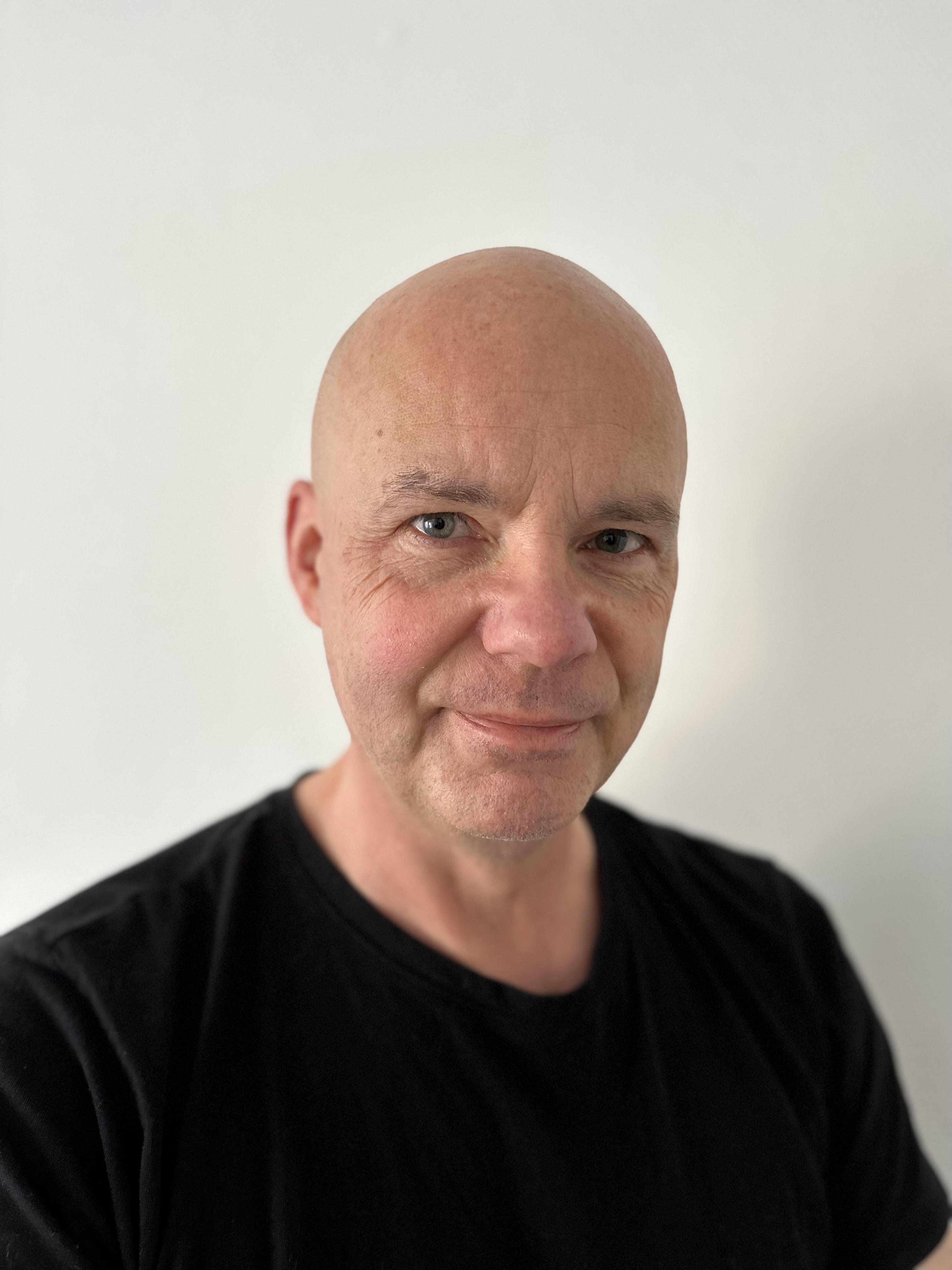
Autor Rudolf Jagusch

Rudolf Jagusch (* 1967 in Bergisch Gladbach) ist ein deutscher Schriftsteller.

## Leben
Jagusch wuchs im Bergischen Land auf und studierte Verwaltungswirtschaft in Köln. Er lebt mit seiner Familie in Sechtem im Vorgebirge. Auf dem Land aufgewachsen liebt er das einfache Leben, welches sich nicht selten in seinen Geschichten widerspiegelt. Nach einer erfolgreichen Vorgebirgs-Krimireihe hat er die Eifel für sich entdeckt. Neben zahlreichen Kurzgeschichten, die dort spielen, startete er mit dem Titel Eifelbaron eine neue Eifel-Krimireihe rund um den kultigen Kommissar und Harley-Liebhaber „Hotte“ Fischbach.
Jagusch war 2008 und 2014  Jurymitglied für den Friedrich-Glauser-Preis in der Kategorie „Kurzkrimi“, 2010 in der Kategorie „Debüt-Kriminalroman“, 2012 Jurymitglied für den Hansjörg-Martin-Preis.

## Auszeichnungen
- 2006 Gewinner des Germanwings-Story-Awards
- 2009 Nominiert für den Krefelder Krimipreis
- 2009 Fünfter Platz beim Germanwings-Story-Award

## Werke
- 111 Orte im Vogtland, die man gesehen haben muss, Emons-Verlag, Köln 2024, ISBN 978-3-7408-1841-8
- 111 Orte im Erzgebirge, die man gesehen haben muss, Emons-Verlag, Köln 2023, ISBN 978-3-7408-1406-9
- Eifelwolf, Emons-Verlag, Köln 2022, ISBN 978-3-7408-1432-8
- Eifelherz, Emons-Verlag, Köln 2021, ISBN 978-3-7408-1130-3
- 111 Dinge über Schweine, die man wissen muss, Emons-Verlag, Köln 2020, ISBN 978-3-7408-0990-4
- Eifelmonster. Emons-Verlag, Köln 2016, ISBN 978-3-95451-778-7.
- Mordsommer. Heyne Verlag, München März 2015, ISBN 978-3-453-43785-2.
- Die Sau ist tot. Emons-Verlag, Köln Oktober 2014, ISBN 978-3-95451-461-8.
- Amen. Heyne Verlag, München Februar 2014, ISBN 978-3-453-41055-8.
- Eifelteufel. Emons-Verlag, Köln August 2013, ISBN 978-3-95451-155-6.
- Eifelheiler. Emons-Verlag, Köln Juni 2012, ISBN 978-3-89705-983-2.
- Eifelbaron. Emons-Verlag, Köln 2011, ISBN 978-3-89705-884-2.
- Todesquelle. Emons-Verlag, Köln 2010, ISBN 978-3-89705-755-5.
- Krimihäppchen – Zugerichtet in der Eifel. BoD-Verlag, Norderstedt 2010, ISBN 978-3-8423-4795-3.
- Nebelspur. Emons-Verlag, Köln 2009, ISBN 978-3-89705-675-6.
- Liebe! Hochzeit! Tod!. BoD-Verlag, Norderstedt 2010, ISBN 978-3-8370-7136-8.
- Leichen-Sabbat. Leporello-Verlag, Krefeld 2007, ISBN 978-3-936783-21-6.

## Beiträge in Anthologien
- Bum Bum. In: Alexander Pfeiffer (Hrsg.): Krimi Kommunale II. Kommunal-U.Schul-Verlag, 2011, ISBN 978-3-8293-0967-7.
- Gemeinsam mit Elke Pistor: Kaffee mit Schuss. EUREGIO, 2011.
- Mit Pauken und Trompeten. In: Ralf Kramp (Hrsg.): Tatort Eifel 3. KBV, 2011, ISBN 978-3-942446-20-4.
- Die Kölsche Lösung. In: Alexander Pfeiffer (Hrsg.): Krimi Kommunale. Kommunal-U.Schul-Verlag, 2010, ISBN 978-3-8293-0955-4.
- Streng Geheim. In: Ralf Kramp (Hrsg.): Nordeifel Mordeifel. KBV, 2010, ISBN 978-3-940077-87-5.
- Kein Routinefall. In: Ralf Kramp (Hrsg.): Tatort Eifel 2. KBV, 2009, ISBN 978-3-940077-62-2.
- Moksha. In: Ina Coelen, Jepe Wörz (Hrsg.): Niederrhein-Leichen. Leporello-Verlag, Krefeld 2009, ISBN 978-3-936783-35-3.
- Volare. In: Geschichten vom Fliegen 3. M & V Verlags- und Vertriebsgesellschaft, 2009, ISBN 978-3-938568-75-0.
- Promesso? Si! In: Geschichten vom Fliegen. M & V Verlags- und Vertriebsgesellschaft, 2006, ISBN 978-3-938568-47-7.

Weitere Veröffentlichungen in Anthologien, Zeitschriften und im Internet.